# Nawojowa
Nawojowa este o arie protejată (sit de importanță comunitară — SCI) din Polonia întinsă pe o suprafață de 2.003,52 ha, integral pe uscat.

## Localizare
Centrul sitului Nawojowa este situat la coordonatele 49°33′58″N 20°47′14″E / 49.5661°N 20.7873°E.

## Înființare
Situl Nawojowa a fost declarat sit de importanță comunitară în martie 2007 pentru a proteja 6 specii de animale.

## Biodiversitate
Situată în ecoregiunile alpină și continentală, aria protejată conține 5 habitate naturale: Păduri aluvionare cu Alnus glutinosa și Fraxinus excelsior (Alno-Padion, Alnion incanae, Salicion albae), Râuri de munte și vegetația erbacee de pe malurile acestora, Râuri de munte și vegetația lor lemnoasă cu Salix elaeagnos, Păduri de fag Luzulo-Fagetum, Păduri de fag Asperulo-Fagetum.
La baza desemnării sitului se află mai multe specii protejate:
- amfibieni (3): izvoraș-cu-burta-galbenă (Bombina variegata), triton cu creastă (Triturus cristatus), Triturus montandoni
- mamifere (3): liliac cărămiziu (Myotis emarginatus), liliac comun (Myotis myotis), liliacul mic cu potcoavă (Rhinolophus hipposideros)